# Communauté d’agglomération Saint-Dizier, Der et Blaise (vor 2017)
Die Communauté d’agglomération Saint-Dizier, Der et Blaise (vor 2017) ist ein ehemaliger französischer Gemeindeverband mit der Rechtsform einer communauté d’agglomération in den Départements Haute-Marne und Marne in der Region Grand Est. Sie wurde am 20. Dezember 2013 gegründet und umfasste 39 Gemeinden. Der Verwaltungssitz befand sich in der Stadt Saint-Dizier. Die Besonderheit lag in der Département-übergreifenden Struktur der Gemeinden.

## Historische Entwicklung
Die bereits im Jahr 2000 gegründete Vorgängerorganisation Communauté de communes de Saint-Dizier, Der et Perthois wurde 2013 nach Aufnahme von 30 weiteren Gemeinden in Communauté de communes Saint-Dizier, Der et Blaise umbenannt und mit Wirkung vom 1. Januar 2014 in die Rechtsform einer Communauté d’agglomération umgewandelt.
Mit Wirkung vom 1. Januar 2017 fusionierte der Gemeindeverband mit
- Communauté de communes de la Vallée de la Marne sowie
- Communauté de communes du Pays du Der

und bildete so die Nachfolgeorganisation Communauté d’agglomération Saint-Dizier, Der et Blaise. Trotz der Namensgleichheit handelt es sich um eine Neugründung mit anderer Rechtspersönlichkeit.

## Ehemalige Mitgliedsgemeinden

### Département Haute-Marne
1. Allichamps
2. Attancourt
3. Bailly-aux-Forges
4. Bettancourt-la-Ferrée
5. Brousseval
6. Chancenay
7. Domblain
8. Dommartin-le-Franc
9. Doulevant-le-Petit
10. Éclaron-Braucourt-Sainte-Livière
11. Fays
12. Hallignicourt
13. Humbécourt
14. Laneuville-au-Pont
15. Louvemont
16. Magneux
17. Moëslains
18. Montreuil-sur-Blaise
19. Morancourt
20. Perthes
21. Rachecourt-Suzémont
22. Saint-Dizier
23. Sommancourt
24. Troisfontaines-la-Ville
25. Valcourt
26. Valleret
27. Vaux-sur-Blaise
28. Ville-en-Blaisois
29. Villiers-en-Lieu
30. Voillecomte
31. Wassy

### Département Marne
1. Ambrières
2. Hauteville
3. Landricourt
4. Saint-Eulien
5. Saint-Vrain
6. Sapignicourt
7. Trois-Fontaines-l’Abbaye
8. Vouillers